# Gorka Onraita Orube
Gorka Onraita Orube (San Sebastián, 1968) es un autor e investigador espiritual español. Conocido por haber creado el método Bioyoga "unión con la vida". (del griego Bios es vida y del sánscrito yug o yoga significa unión). Método de movimientos suaves para desarrollar la propia ternura como fuente principal de felicidad y espiritualidad.

Es el hijo mayor de Jesús Onraita (economista) y de Itziar Orube (Pianista y Terapeuta).
Es Cristiano por herencia cultural aunque estudió psicología y meditación con los Lamas de Tíbet,
no está alineado con ningún gurú o religión en particular. Sin embargo, continúa meditando y rezando por la paz en el mundo con algunos lamas y dice que "El Sagrado Corazón de Jesús" es pura sabiduría.

En su opinión, la espiritualidad en el siglo XXI consiste en aprender a amar y dice que la felicidad es el arte de actualizar la propia ternura. Asegura que ser consciente de este hecho, le ayudó a descubrir "la respiración Bioyoga".

Tras sus estudios como violonchelista y musicoterapeuta, desarrolla su carrera profesional en la búsqueda de la razón psicosomática de las enfermedades. Descubriendo que el ser humano conoce la relación entre enfermedad y psique-alma desde hace siglos.

Afirma que el despertar espiritual es una maravillosa experiencia que acontece a todas las personas cuando se conectan con su propia ternura al nivel más sutil. También dice que este hecho no impide experimentar enfermedades aunque las minimiza protegiendo la regeneración celular a través del sistema nervioso.

Desde joven comenzó a desarrollar en la terapéutica un trabajo de investigación sobre técnicas que actualizan la propia ternura a nivel sutil como fuente de salud y felicidad y es pionero en estos descubrimientos.

Durante los años noventa, creó y desarrolló el método Bioyoga con el propósito certero de comunicar en una forma sencilla y directa, la capacidad que tenemos de autoconocimiento y auto-curación. En varias referencias la editorial Punto Rojo libros señala que esto hizo del Bioyoga un método innovador y de su autor un hombre precursor, lúcido y en avance para el mundo.

Durante la década de los años 2000 su concepto de "luz vital celular" revolucionó el mundo SPA. Gorka dice que motivado por la intención de proteger el método, en el año 2007 registró la palabra Bioyoga como marca internacional. 

En el año 2011 la marca Bioyoga fue la primera marca en el mundo en ser catalogada como "LA MARCA DE LA FELICIDAD"  por la revista expertos en Spa.

Gorka Onraita es el autor del libro "El Poder De La Ternura" ISBN 978-84-15761-44-0 (publicado en Estados Unidos y en España, 1.1.2013). "Un libro imprescindible para el entendimiento de la salud y la felicidad" según la editorial. En la primera presentación del mismo, Gorka declaró la siguiente reflexión sobre salud, ciencia y espiritualidad. Y sobre el nexo de unión entre ellas:

```
"Desarrollando al máximo nuestra propia ternura, se minimizan y solucionan mucho mejor todos los conflictos y dificultades. No evoluciona el más fuerte sino el que mejor se adapta y nuestra capacidad de amar representa una maravillosa oportunidad para evolucionar como seres inteligentes, sanos y bien aspectados. Se trata de desarrollar la luz vital celular que somos, reconociendo que nuestro ADN evoluciona a través de la ternura".
```